# فرودگاه سوت بیمینی
فرودگاه سوت بیمینی (به انگلیسی: South Bimini Airport) یک فرودگاه با کد یاتا BIM است که یک باند فرود آسفالت دارد و طول باند آن ۱۶۵۵ متر است. این فرودگاه در کشور باهاما قرار دارد .

## شرکت‌های هواپیمایی و مقصدهای پروازی

### مسافری
| شرکت‌های هواپیمایی    | مقصدهای پروازی                                  |
| -------------------- | ----------------------------------------------- |
| الیت ایرویز          | ملبورن Seasonal: لیبرتی نیوآرکa                 |
| سیلور ایرویز         | فورت لادردیل–هالیوود، میامی، پام بیچ            |
| SkyBahamas Airlines  | فورت لادردیل–هالیوود                            |
| Tropic Ocean Airways | فورت لادردیل–هالیوود، پایگاه هوایی آب‌نشین میامی |
| Western Air          | گرند باهاما، لیندن پیندلینگ                     |

a: الیت ایرویز's flight from Bimini to Newark will make a stop in Orlando/Melbourne.